# Parlamentswahl in Italien 1890
- Estrema
Sinistra: 42
- Sinistra: 401
- Sonst.: 17
- PLC: 48

Die Parlamentswahl in Italien 1890 fand am 23. November und am 30. November 1890 statt.
Die Legislaturperiode des gewählten Parlaments dauerte vom 10. Dezember 1890 bis zum 10. Oktober 1892. Bei keiner anderen italienischen Parlamentswahl gewann eine politische Partei mehr Prozentpunkte als bei der Wahl 1890.

## Ergebnisse
2.752.658 Personen (9,0 % der Bevölkerung) besaßen das Wahlrecht. Davon beteiligten sich 1.477.173 (53,7 %) an der Wahl.
| Partei                          | Anzahl der Stimmen | %      | Mandate |
| ------------------------------- | ------------------ | ------ | ------- |
| Historische Linke               | 1.165.489          | 78,9 % | 401     |
| Partito Liberale Costituzionale | 138.854            | 9,4 %  | 48      |
| Partito della Democrazia        | 122.605            | 8,3 %  | 42      |
| Sonstige                        | 50.224             | 3,4 %  | 17      |
| Insgesamt                       | 1.477.173          | 100    | 508     |